# کرمینا
۴۹°۰۳′۰۰″شمالی ۳۸°۱۳′۰۰″شرقی / ۴۹٫۰۵°شمالی ۳۸٫۲۱۶۷°شرقی
کرمینا (به روسی: Кремінна) شهری در استان لوهانسک در کشور اوکراین واقع شده‌است. جمعیت این شهر ۱۸,۴۱۷ نفر (۲۰۲۱ تخمینی) است.